# Cimetière militaire germano-britannique de Saint-Symphorien
Pour un article plus général, voir Sites funéraires et mémoriels de la Première Guerre mondiale (Front Ouest).

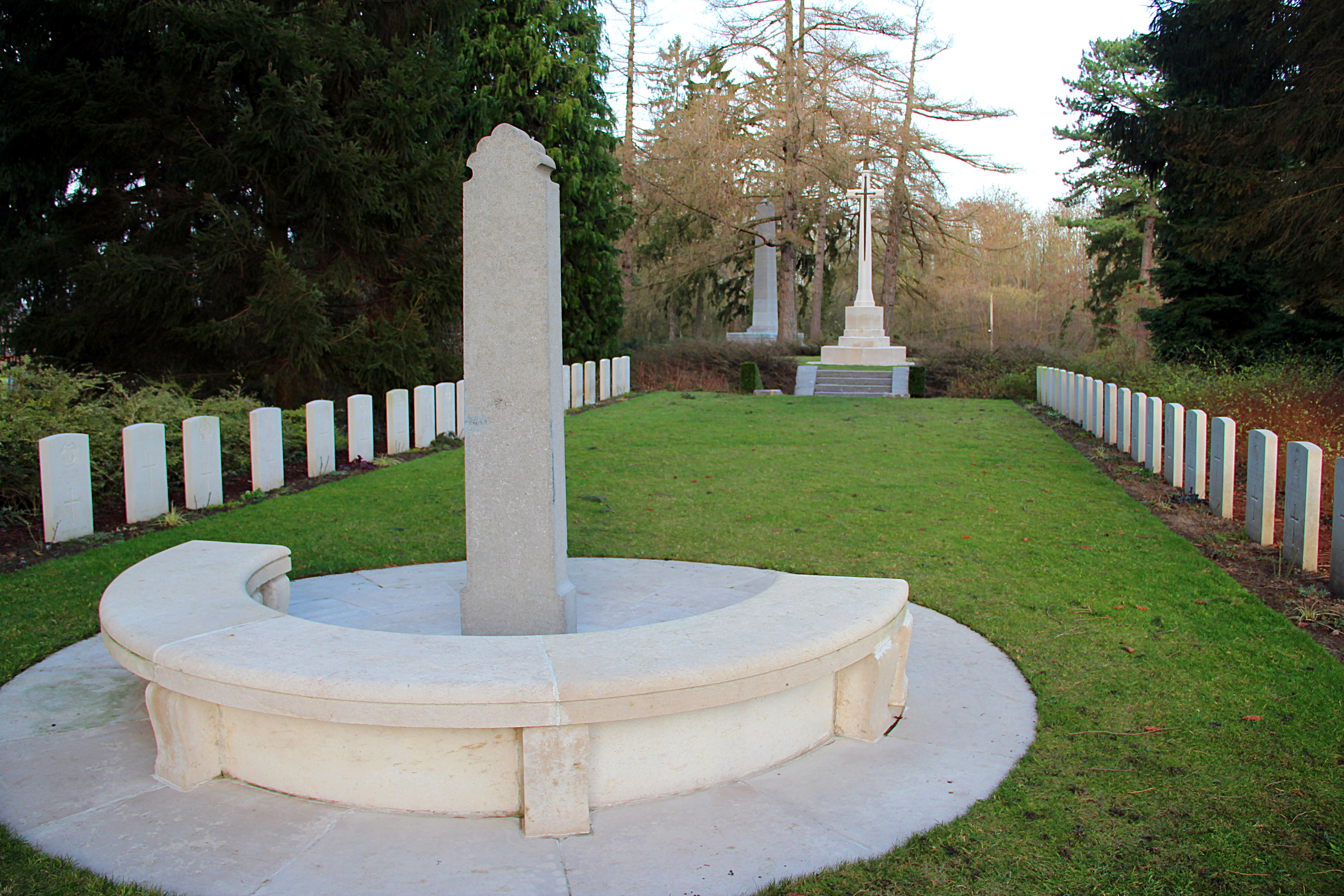
Mémorial du cimetière militaire germano-britannique de Saint-Symphorien.

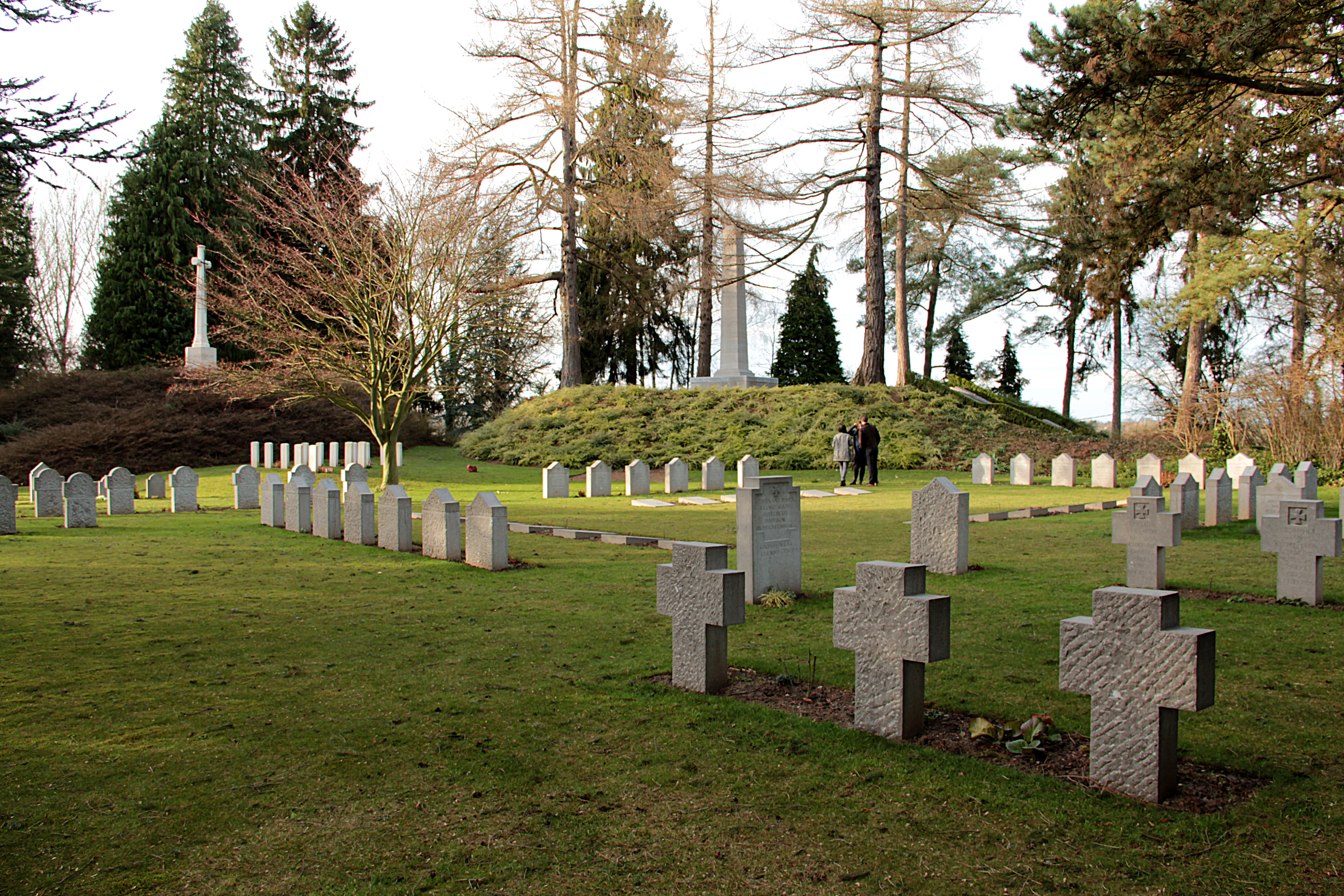
Cimetière militaire germano-britannique de Saint-Symphorien.

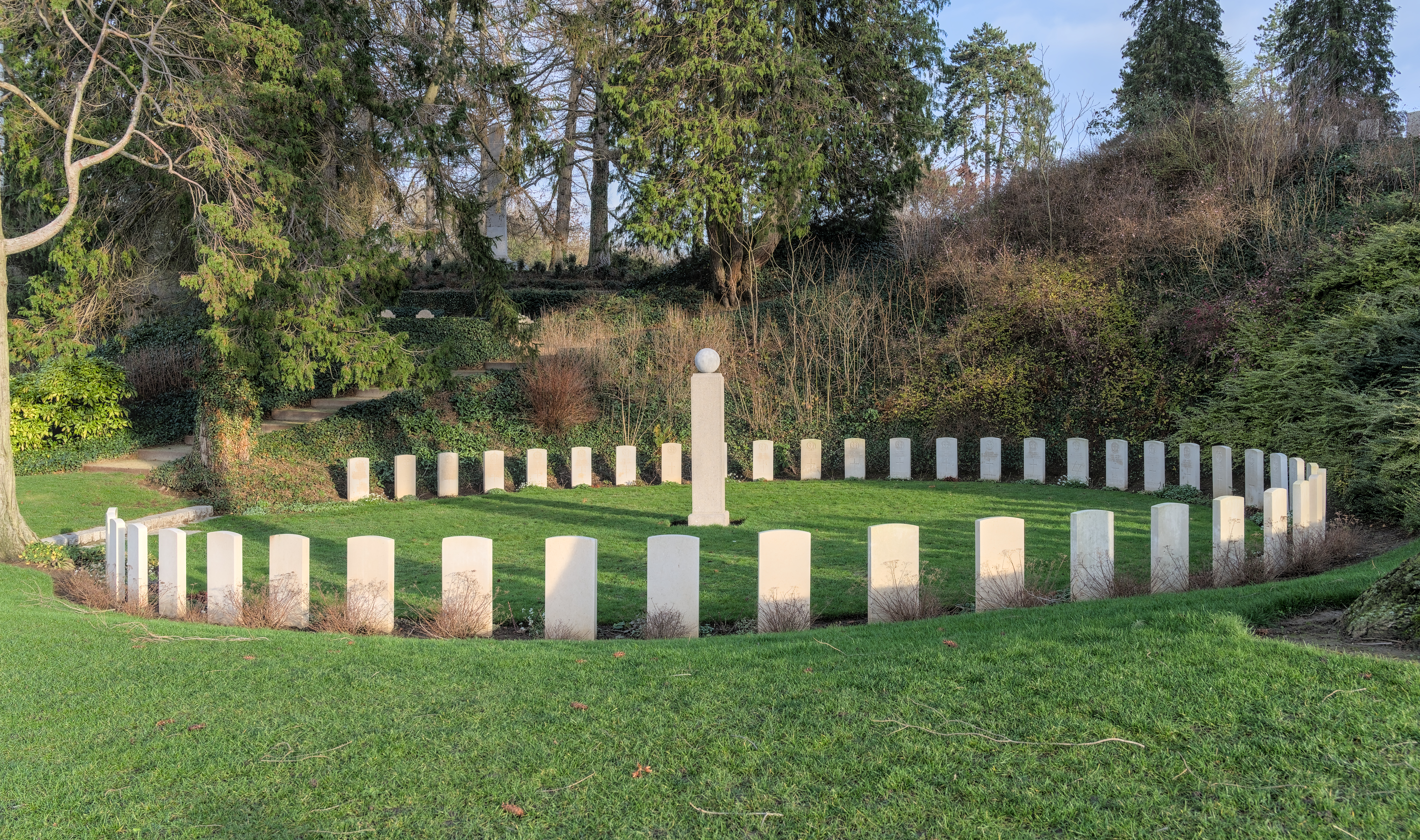
Mémorial allemand entouré de tombes du Commonwealth

Le cimetière militaire de Saint-Symphorien est un lieu de sépulture datant de la Première Guerre mondiale, implanté sur le territoire du village belge de Saint-Symphorien et situé à deux kilomètres à l'est de la ville de Mons, dans la province de Hainaut. Il est un site officiellement reconnu comme patrimoine mondial de l’UNESCO

## Création du cimetière
La plupart des militaires britanniques et allemands morts pendant la bataille de Mons des 23 et 24 août 1914 ont été initialement enterrés dans des cimetières civils à Mons et dans les villages environnants. Par la suite, l'armée allemande décide d'exhumer et de ré-ensevelir ses morts en un seul endroit. Un site est choisi juste au sud-est de Mons, mais son propriétaire, Jean Houzeau de Lehaie, refuse de vendre son terrain aux Allemands mais donne cependant son autorisation pour utiliser son terrain à la condition expresse que tant les militaires britanniques qu'allemands y soient enterrés et commémorés avec une égale dignité. Les autorités allemandes acceptent cette volonté et commencent le travail de ré-ensevelissement en novembre 1915. Le cimetière est inauguré le 6 septembre 1917 par une cérémonie solennelle en présence de personnalités allemandes de premier plan, dont Rupprecht, prince héritier de Bavière et Albrecht, duc de Wurtemberg.
La volonté de Jean Houzeau de Lehaie est respectée par les autorités allemandes qui érigent trois monuments aux morts dans le cimetière britannique, dont un obélisque de granit gris haut de sept mètres dédié aux morts des deux côtés. À la fin de la guerre, en novembre 1918, la gestion du cimetière est confiée à l'Imperial War Graves Commission britannique. Saint-Symphorien abrite les tombes de 229 militaires du Commonwealth (dont deux Canadiens) et celles de 284 militaires allemands, tous morts pendant la Première Guerre mondiale, ce qui représente un total de 513 personnes, dont 105 n'ont pu être identifiées. Une croix du Sacrifice du Commonwealth est également érigée sur le domaine.

## Sépultures particulières
Par coïncidence, les premier et dernier soldats du Commonwealth morts au combat pendant la Première Guerre mondiale reposent à Saint-Symphorien, respectivement John Parr et George Lawrence Price.
La tombe du premier récipiendaire de la Croix de fer donnée au cours de la Première Guerre mondiale est également située dans le cimetière.

## Cérémonies du centenaire
Le 4 août 2014, une cérémonie a lieu au cimetière à l'occasion du centième anniversaire de la déclaration de guerre et de l'invasion de la Belgique par l'armée allemande. De nombreux dignitaires y sont présents, comme le roi Philippe et la reine Mathilde de Belgique, le prince William et Catherine Middleton, duc et duchesse de Cambridge et le prince Harry (représentant Élisabeth II, reine du Royaume-Uni et chef du Commonwealth), Joachim Gauck, président d'Allemagne, Michael D. Higgins, président d'Irlande ainsi qu'Elio Di Rupo, premier ministre de Belgique, David Cameron, premier ministre du Royaume-Uni et Justin Welby, archevêque de Cantorbéry et primat de l'Église d'Angleterre. La cérémonie se termine par le Last Post.

## Reconnaissance à l'UNESCO
Le 20 septembre 2023, le cimetière militaire de Saint-Symphorien est officiellement reconnu comme patrimoine mondial de l’UNESCO. Il figure en effet dans la liste validée des 139 sites funéraires et mémoriels de la Première Guerre mondiale répartis le long du front occidental du conflit, en Belgique (Flandre et Wallonie) et en France, où les forces allemandes et alliées se sont affrontées de 1914 à 1918.